# Clavulina geoglossoides
Clavulina geoglossoides é uma espécie de fungo pertencente à família Clavulinaceae.